# Aboe Nidal
Aboe Nidal (Arabisch: أبو نضال), geboren als Sabri Chalil al-Banna (Arabisch: صبري خليل البنا), (Jaffa, mei 1937 – Bagdad, 16 augustus 2002) was een van de meest gezochte en gevreesde Palestijnse terroristen ter wereld. Hij wordt verantwoordelijk gehouden voor in totaal 90 aanslagen in 20 landen, die voornamelijk plaatsvonden tussen midden jaren zeventig en begin jaren negentig van de 20e eeuw. De naam Aboe Nidal betekent vader van de strijd.
Aboe Nidal werd geboren als Sabri Khalil al-Banna in de havenstad Jaffa, nu een deel van de gemeente Tel Aviv-Jaffa. Zijn vader, Hajj Khalil al-Banna, bezat 2500 hectare sinaasappelplantage gelegen tussen Jaffa en al-Majdal Asqalan Tijdens de Nakba vluchtte zijn familie eerst naar hun huis in al-Majdal en daarna naar Burej (een kamp voor ontheemden) in de Gazastrook en later naar Nablus. In de jaren zestig sloot hij zich aan bij Yasser Arafats Fatah, later de voornaamste fractie binnen de in 1964 opgerichte PLO.
In 1974 brak Aboe Nidal met de Fatah, omdat deze impliciet een twee-staten oplossing accepteerde; om zijn eigen organisatie 'Fatah-Revolutionaire Raad', meest bekend als 'Organisatie Aboe Nidal' op te richten.
Enkele van de meest opvallende gebeurtenissen:
- aanslagen op PLO-medewerkers (bv Issam Sartawi ?, maar dit is niet bewezen)
- aanslag op de Israëlische ambassadeur in het Verenigd Koninkrijk (1982), waarbij de ambassadeur zwaargewond raakte. De aanslag werd door Israël aangegrepen als excuus voor de Israëlisch-Libanese Oorlog welke ertoe leidde dat de PLO uit het zuiden van Libanon en uit Beiroet werd verjaagd. Abu Nidals organisatie zelf was gevestigd in Irak.
- aanslagen op de El Al-balies in de vliegvelden van Wenen en Rome (1985, totaal 19 doden)
- aanslag op een synagoge in Istanboel (1986, totaal 21 doden)

Nidal was nogal omstreden in Arabische kringen. Zo werd hij bij verstek ter dood veroordeeld door Palestijnse, Libanese en Jordaanse rechtbanken.
Op 19 augustus 2002 werd Aboe Nidal dood aangetroffen in zijn huis in de Iraakse hoofdstad Bagdad. Aangenomen wordt dat hij daar woonde sinds 1998. Hij zou toen leukemie hebben gehad. Dat was echter niet zijn doodsoorzaak. De Iraakse autoriteiten spraken van zelfmoord, maar die verklaring wordt in twijfel getrokken: hij werd met schotwonden aangetroffen.